# 天龍 (企業)
天龍（てんりゅう）は、長野県飯田市にある日本の釣竿やゴルフシャフトなどの製造メーカーである。

## 沿革
- 1961年6月26日 - 下伊那郡鼎町下茶屋に塩澤製作所を設立し、六角竹竿の加工業を行う。
- 1963年3月 - 飯田市駄科へ移転。
- 1963年5月 - グラスファイバー製の釣り竿の製造を開始。
- 1964年12月 - 有限会社天龍釣竿製作所に改組。
- 1969年4月 - 飯田市鼎下山へ移転
- 1970年3月 - 米ルーチルドレ社のロッドの製造を請け負う。
- 1975年3月 - 飯田市毛賀にポリエステルロッド専門工場を新設
- 1977年3月 - 米Kencor Sports Incに資本参加。
- 1978年1月 - カーボンロッドの製造開始。
- 1978年3月 - ゴルフシャフトの製造開始。
- 1982年4月 - S.M.C（強化プラスチック）成型、塗装、加工事業を導入。
- 1988年9月 - 飯田市長野原へ本社工場を移転
- 1990年6月 - 株式会社 天龍に改組

## 概要
日本国内では数少ない老舗の釣竿のブランクスやゴルフシャフトの製造メーカーである。しなやかに曲がり、ガラス繊維を10~30%前後含有したスクリムを用いたグラファイトロッドやGSIクレオスのカーボンナノチューブを用いたロッド作りを得意とする。また、2011年頃より東レのプリプレグを扱わないようになった。
江戸和竿を製作している櫻井釣具店(現:櫻井釣漁具株式会社)に勤務していた塩澤美芳が、仕事で連合国軍の基地に出入りしていた関係で六角竹竿の販売に関わるようになる。その後、塩澤製作所を設立し、六角竹竿の製造を開始する。
日本のメーカーとしてはいち早く海外展開しており、1970年には米ルーチルドレ社のスピードスティックを手掛ける。その後はシェイクスピア社のロッドを手掛け、Kencor Sports Incのロッドの製造も行っていた。また、VANSTAALのリールの輸入も行っていた。
90年代にはJPA(日本プロ友釣り協会)のスポンサーとして、シマノ、マミヤ・オーピー、リョービ、がまかつ等の大手メーカーと並びトーナメント用鮎竿をリリースし、同社所属のプロチームが構成されていた。釣り竿がカラフルであったこともあり、天龍カラー軍団と称されていたが、90年代後半には鮎竿事業から一時撤退し、チームも解散。所属メンバーはマミヤOP等に移籍した。また、2000年頃までJB(日本バスプロ協会)の登録選手のスポンサーとなっていた。またJBの大会の景品としてSP60-JB2/4が製作された。
日本国内の数多くのメーカーのロッドも手掛け、スポーツザウルス、櫻井釣漁具、下野オリジナル、アカシブランド、ノリーズ等の釣り竿を手掛けている。釣り竿は基本的には国内生産であるが、過去にはプロセットトラウトや天龍テンカラなど一部モデルは韓国で製造されているモデルもあった。
また、環境に配慮した物作りを進めており、設備の省エネ化や有害物質を出しにくい製品作りを心がけている。

## 事業所
- 本社(釣具・ゴルフ・長尺製造)
- 毛賀工場(成型加工)